# ナイキ・オレゴン・プロジェクト
ナイキ・オレゴン・プロジェクト（英語：Nike Oregon Project）。は、ナイキ社によって、アメリカ合衆国の長距離走選手強化を目的に、本社を置くオレゴン州で2001年から2019年まで活動していた陸上競技チームである。元マラソン選手のアルベルト・サラザール がヘッドコーチを務めていた。

## 主な所属選手
現在の主な所属選手は、以下の通り。
- モハメド・ファラー - 2011テグ世界陸上選手権10000m2位、5000m優勝、ロンドンオリンピック5000m、10000m優勝[7]、2013モスクワ世界陸上選手権5000m、10000m優勝。北京世界陸上選手権5000m、10000m優勝。
- ゲーレン・ラップ - ロンドンオリンピック10000m2位[8]
- マシュー・セントロウィッツ・ジュニア- 2013モスクワ世界陸上選手権1500m2位、ロンドンオリンピック1500m4位[9]。2011テグ世界陸上選手権1500m3位[10]。
- 大迫傑[11] - アジア人初の所属選手。3000m及び5000m日本記録保持者[12]、マラソン（2020東京2時間5分29秒）の元日本記録保持者。

## 過去の在籍選手
- デイゼン・リツェンハイン - 大阪世界陸上選手権、北京オリンピックアメリカ代表、5000m元米国記録保持者。
- キャメロン・レビンス - ロンドンオリンピック5000m、10000mカナダ代表[13]
- 髙松望ムセンビ - 2014年南京ユースオリンピック3000m優勝